# Jesse Edwards
Jesse David Edwards, né le  18 mars 2000 à Amsterdam aux Pays-Bas, est un joueur néerlandais de basket-ball évoluant au poste de pivot.

## Biographie
De 2014 à 2018, il joue avec son compatriote Quinten Post au BC Apollo Amsterdam (en). Il le retrouvera en NBA à partir de la saison 2024-2025.

### Carrière professionnelle

#### Timberwolves du Minnesota (depuis 2024)
Début juillet 2024, il signe un contrat two-way avec les Timberwolves du Minnesota. Son contrat two-way est renouvelé en juillet 2025.

## Palmarès

### Universitaire
- Third-team All-ACC (2023)
- ACC All-Defensive team (2023)

## Statistiques

### Universitaires
| Saison    | Équipe               | Matchs | Titul. | Min./m | % Tir | % 3pts | % LF | Rbds/m. | Pass/m. | Int/m. | Ctr/m. | Pts/m. |
| --------- | -------------------- | ------ | ------ | ------ | ----- | ------ | ---- | ------- | ------- | ------ | ------ | ------ |
| 2019-2020 | Syracuse             | 21     | 0      | 6.9    | .792  | —      | .632 | 1.7     | .0      | .2     | .5     | 2.4    |
| 2020-2021 | Syracuse             | 18     | 0      | 8.9    | .462  | —      | .714 | 2.6     | .0      | .3     | .4     | 1.9    |
| 2021-2022 | Syracuse             | 24     | 24     | 28.0   | .695  | —      | .598 | 6.5     | 1.0     | 1.1    | 2.8    | 12.0   |
| 2022-2023 | Syracuse             | 32     | 32     | 32.5   | .592  | 1.000  | .729 | 10.3    | 1.6     | 1.4    | 2.7    | 14.5   |
| 2023-2024 | Virginie-Occidentale | 23     | 22     | 28.2   | .613  | .000   | .523 | 8.0     | 1.2     | .6     | 1.7    | 15.0   |
| Carrière  | Carrière             | 118    | 78     | 22.6   | .623  | .200   | .619 | 6.4     | .9      | .8     | 1.8    | 10.0   |